# Marek Dworak
Marek Krzysztof Dworak (ur. 31 sierpnia 1955 w Krakowie) – polski urzędnik, ekspert w zakresie ruchu drogowego, propagator bezpieczeństwa ruchu drogowego i osobowość telewizyjna, znany przede wszystkim z programu Jedź bezpiecznie w TVP3 Kraków. 

## Życiorys
Egzaminator z uprawnieniami na wszystkie kategorie prawa jazdy. Wieloletni sekretarz Małopolskiej Wojewódzkiej Rady Bezpieczeństwa Ruchu Drogowego, później sekretarz honorowy tejże rady. Od 2003 roku prowadzi program Jedź bezpiecznie w TVP3 Kraków, w którym propaguje prawidłowe wzorce zachowań w ruchu drogowym, zasady bezpiecznej jazdy oraz występuje jako ekspert tłumaczący zawiłości prawne w tej dziedzinie. Współpracuje również z Radiem Kraków w magazynie Radiostrada, dawniej również w audycji Zapnij pasy.
W latach 2008–2020 pełnił funkcję dyrektora  Małopolskiego Ośrodka Ruchu Drogowego. Z dniem 10 grudnia 2021 został powołany na stanowisko Pełnomocnika Ministra Infrastruktury do spraw Ruchu Rowerowego i Bezpieczeństwa Ruchu Drogowego przez Ministra Infrastruktury Andrzeja Adamczyka. Zasadniczym zadaniem na tym stanowisku miała być reforma przepisów ruchu drogowego i systemu szkolenia kierowców. W lutym 2023 roku został szefem komisji układającej pytania na egzamin na prawo jazdy.